# 服部二柳
服部 二柳（はっとり にりゅう、本名：辰雄、1904年（明治37年）3月10日 - 1968年（昭和43年）1月1日）は、日本の南画家。服部双柳子、服部双柳、二柳散人とも。奇人の南画家として知られる。

## 人物
高祖父は、葛飾北斎の弟子の浮世絵師・大山北李で、父は橋本関雪や竹内栖鳳と並び称された南画家の大家・服部五老である。橋本関雪に学び、もとは「双柳」を号としていたが、後に出生地である京都二条柳馬場の「二」と「柳」の二字を取って「二柳」と号した。二柳には共に画を描いたという兄・寛司と姉・夏井がいたが、兄は24歳、姉は35歳で亡くなっている。1935年（昭和10年）関雪に破門されたため、放浪の末に父と離縁し鶴岡に戻っていた母のもとに辿り着く。そして、1938年（昭和13年）には遠縁の松平穆堂らの援助で画会が開催されるのだが、しだいに、汚い身なりをして白い歯をむき出しにしてイヒヒと笑う、などの奇人の如く振る舞いをしたり、絵を描く見返りにお金ではなく食べ物を貰うという、乞食のような生活を送る。そんな二柳を町人達は「ヤッコの二柳」と呼んで馬鹿にした。それを見兼ねた穆堂は、自宅の一隅を二柳に与えて思う存分に絵を描かせた。しかし、1957年（昭和32年）医師に極度の非常識と診断され精神衛生法の適用で鶴岡市立荘内病院に入院させられてしまう。その後は、湯野浜思恩園を経て山形県立療養所 金峯園に入院し1968年（昭和43年）の元旦に、昼食で食べた雑煮の餅を喉に詰まらせて、窒息したのが原因で死去。64年の生涯を閉じた。二柳は最後まで画筆を離さず持っていたと言う。再従甥にあたる黒羽根洋司は自著の中で二柳の画は「ゴッホに似ている」と語る。また、1929年（昭和4年）頃と思われる時期に、相国寺塔頭・瑞春院に小僧として修行に出されていた水上勉（後の直木賞作家）が、その当時、寺に住み込んで画の練習をしている画家達がおり、その中にいた二柳が風狂画家的で一番印象深かったと、自著『京都遍歴』の中で述べている。代表作には日本南画院展で入選（第4回と第5回のどちらかは不明）した『夢』がある。

## 略歴
- 1904年（明治37年）3月10日 - 南画家・服部五老の次男として京都二条柳馬場に生れる。
- 1916年（大正5年）3月 - 京都市立柳池尋常小学校卒業
- 1917年（大正6年） - 京都府第一中学校中退
- 橋本関雪に学ぶ。
- 1925年（大正14年） - 第4回日本南画院展入選
- 1926年（昭和元年）[元号要検証] - 第5回日本南画院展入選
- 1936年（昭和11年） - 前年に関雪から破門されたため、放浪の果てに鶴岡の母のもとに身を寄せる。
- 1938年（昭和13年） - 松平穆堂らの協力で『二柳の画会』開催
- 乞食の様な生活を送り、町人から「ヤッコの二柳」などと呼ばれ馬鹿にされながらも多くの作品を描く。
- 穆堂の家の一隅を与えられ絵を描く。
- 1952年（昭和27年） - この頃から致道博物館の書画展を見に来るようになる。
- 1957年（昭和32年） - 医師に極度の非常識と診断され精神病扱いで鶴岡市立荘内病院に入院させられる。
- 1958年（昭和33年） - 湯野浜思恩園に入園
- 1959年（昭和34年） - 山形県立療養所 金峯園に入園
- 1968年（昭和43年）1月1日 - 同園で死去。享年64。鶴岡市陽光町の総穏寺に無縁仏として葬られる。

## 展覧会等
- 1971年（昭和46年） - 『不遇な画人服部双柳を語る会』開催 （らくがき倶楽部主催）
- 1972年（昭和47年） - 『庄内の南画三人展～石井子龍・服部五老・服部二柳』 （致道博物館主催）
- 1995年（平成7年） - 『南画展 服部五老・服部二柳』 （致道博物館主催）
- 2004年（平成16年） - 『魂の風狂画人 服部二柳展』 （致道博物館主催）

## 主な作品
- 『夢』 日本南画院展入選作品
- 『萩浦楓林図』（六曲一隻屏風）個人蔵
- 『山居医俗図』 致道博物館蔵
- 1926年（昭和元年）[元号要検証] - 『深林閑居図』 星野画廊蔵
- 1927年（昭和2年） - 『洛外秋色図』 星野画廊蔵
- 1933年（昭和8年） - 『仙獄訪友図』 個人蔵
- 1934年（昭和9年） - 『かわせみ図』 山形美術館蔵
- 1936年（昭和11年） - 『夏景山水図』 山形美術館蔵
- 1938年（昭和13年） - 『秋景山水図』 山形美術館蔵
- 1941年（昭和16年） - 『竹図』 個人蔵
- 1942年（昭和17年） - 『雨後山水図』 個人蔵
- 1944年（昭和19年） - 『洞裏春晴図』 個人蔵

## 関連書籍
- 1974年（昭和49年） - 『奇人南画家 服部双柳』 佐藤昇一（著） 酒田市古文書同好会（発行）
- 1995年（平成7年） - 『南画展 服部五老・服部二柳』 致道博物館（出版）
- 1999年（平成11年） - 『懐かしき人々 - 父の父たちの物語 - 』 黒羽根洋司（著）
- 2003年（平成15年） - 『服部二柳伝説』 飯田辰彦（著） 河出書房新社（出版） ISBN 4-309-01559-X
- 2004年（平成16年） - 『魂の風狂画人 服部二柳』 致道博物館（出版）

## 家族親族
- 高祖父：大山北李 - 庄内藩士、絵師、葛飾北斎の弟子
- 曾祖伯父：大山庄太夫 - 庄内藩士、留守居役
- 祖父：服部大策 - 旧庄内藩士
- 義叔祖父：黒羽根此面 - 出羽国黒羽根氏始祖、旧姓・白井、修験者、檀所院院主
- 義叔祖父：石井親憲 - 石井子龍の末裔
- 父：服部五老 - 南画家
- 母：服部末井 - 鶴岡士族・萬年氏利の三女
- 従伯父：山口将吉郎 - 日本画家、母の従兄弟
- 従兄弟：齋藤真成 - 真正極楽寺（真如堂）第53世貫主、洋画家、元・京都教育大学教授
- 従叔父：黒羽根秀雄 - 海軍大佐、防護巡洋艦「対馬」艦長
- 従叔父：松平穆堂 - 書家
- 再従兄弟：黒羽根忠雄 - 医学博士、医師
- 再従甥：黒羽根洋司 - 整形外科医師、エッセイスト